# Boris Anrep

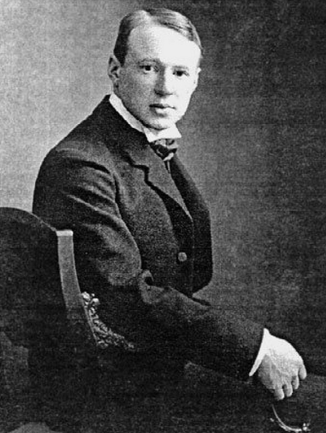
Boris Anrep (um 1919)

Boris Anrep, auch Boris Vasilyevich Anrep, russisch Борис Васильевич Анреп (27. September 1883 in Sankt Petersburg – 7. Juni 1969 in London) war ein Mosaizist russischer Herkunft, der in London tätig war und dort Großmosaiken in privaten wie in öffentlichen Räumen schuf.

## Leben
Boris Anrep entstammte einer vor 1500 aus Westfalen nach Livland gelangten Adelsfamilie und war der Sohn des deutsch-baltischen Arztes und Hochschullehrers Basilius von Anrep. Der jüngere Bruder Gleb Anrep folgte dem väterlichen Vorbild und wurde als Arzt und Hochschullehrer in Ägypten tätig. Boris Anrep studierte zunächst Rechtswissenschaften an der Universität Sankt-Peterburg, bis auf Reisen nach Italien und in den Nahen Osten sein Interesse an der byzantinischen Mosaikkunst geweckt wurde. Nach praktischer Arbeit in Paris besuchte er die Royal Scottish Academy in Edinburgh, um sich dann ab 1917 in der Emigration in London als künstlerischem Lebensmittelpunkt zu etablieren.
In London schuf er bemerkenswerte Mosaiken, die auf byzantinische Einflüsse zurückgehen, so
- in der Memorial Chapel der Royal Military Academy Sandhurst ein Mosaik des Christus militans (1921)
- für die Westminster Cathedral ein Kolossalmosaik zur Erinnerung an den irischen Märtyrer Oliver Plunkett (1924)
- die Gestaltung der Apsis der Privatkapelle von Keir House für den General Stirling (1926)

Weiter nennt Hans Vollmer den Mosaikzyklus 10 Momente aus dem Leben einer vornehmen Dame in der Halle des Privathauses von William Jowitt in Mayfair, im Blake Room der Tate Gallery eine Wandgestaltung mit Illustrationen zu dessen Proverbs of Hell (1923). Auch die Londoner National Gallery erhielt sowohl Wandschmuck in den Treppenhäusern (Die Arbeiten des Lebens (1927) und Die Freuden des Lebens (1929)) wie auch ein Fußbodenmosaik mit Allegorien der Künste und der Wissenschaften in der Eingangshalle. In der Kathedrale von Mullingar in Irland schuf er ein Mosaik des Heiligen Patrick sowie eins der Darbringung Mariens im Tempel, bei dem die Darstellung der Heiligen Anna Züge von Anna Achmatowa trägt, mit der er in St. Petersburg befreundet gewesen war. Er wurde im Golders Green Crematorium in London eingeäschert, wo sich auch seine Asche befindet.